# Hémévillers
Hémévillers é uma comuna francesa na região administrativa de Altos da França, no departamento de Oise. Estende-se por uma área de 6,93 km². Em 2010 a comuna tinha 469 habitantes (densidade: 67,7 hab./km²).